# Francesc Taltavull
Francesc d´Asis Taltavull, född 18 juni 1933 i Ciutadella, Menorca, Spanien, död 18 mars 2000 i Stockholm, var en spansk-svensk målare och grafiker.
Han var son till skomakaren Francesc Taltavull och Maria Caules och från 1961 gift med Barbro Runefelt, paret fick två barn dottern Barbara och sonen Francisco. När han var 16 år begav han sig till Barcelona för att söka arbete och blev banktjänsteman och påbörjade samtidigt sina studier för att bli ingenjör. Han studerade konst vid Conservatorio Artes Massana 1950 och vid Escuela de Artes y Oficios 1957–1958 och en kort period vid Académie de la Grande Chaumière i Paris 1958. Han tilldelades det spanska statliga stipendiet Premios de Fomento de las Artes Decorativas 1957 och ett stipendium från franska staten 1958. Han bosatte sig i Sverige i början av 1960-talet. Tillsammans med D Nicholls och Alois Lugmair ställde han ut på Gallerie S i Stockholm 1961. Han medverkade i ett flertal samlingsutställningar i Stockholm. Bland hans offentliga arbeten märks emaljmålningar för Boo och Sundbybergs sjukhus. Hans konst består av porträtt, figurer och landskapsskildringar i en realistisk och expressionist stil. Taltavull är representerad vid Statens konstråd samt några landsting och kommuner. ¨